# Elias of het gevecht met de nachtegalen
Elias of het gevecht met de nachtegalen is een boek van Maurice Gilliams. 
Het werd geschreven in 1936 en bestond oorspronkelijk uit twee 'cahiers' en een appendix met vier Franse gedichten. Bij de heruitgaves van het werk reviseerde Gilliams elke keer de tekst, zodat er telkens ‘nieuwe edities’ verschenen. De grootste wijziging was echter het weglaten van het tweede ‘cahier’ vanaf de uitgaves van 1944. 
In 2017 werd het boek in zijn oorspronkelijke staat heruitgegeven door uitgeverij Polis.
Elias of het gevecht met de nachtegalen  wordt gezien als een van de prototypes van de modernistische novelles die tijdens het interbellum het levenslicht zagen. Het werk is een bildungsroman over de jonge Elias die het moeilijk heeft met de wereld zoals hij is en vaak vlucht in zijn fantasiewereld. 
De roman vertelt geen chronologisch verhaal, er zijn weinig zichtbare feiten. Het tijdsverloop is vaag en er wordt vaak herhalend verteld. 
Het tweede cahier gaat over de volwassen Elias die architect is geworden. Hij blijft worstelen met zijn fantasieën. Elias bouwt een nieuwe sociale wijk aan de rand van Antwerpen. Daarvoor moet het natuurlandschap en de idyllische wereld van zijn jeugd wijken. Elias kan hier niet mee om en pleegt uiteindelijk zelfmoord. 
Het boek bevat een van de meest geprezen openingszinnen uit de Nederlandse literatuur: Als Aloysius ons hart verontrust, hangen we in de werkelijkheid ondersteboven als betoverde apen.
In 1991 maakte Klaas Rusticus een film naar het gelijknamige boek met in de hoofdrollen Lotte Pinoy, Viviane de Muynck en Brikke Smets.

## Verhaal
Elias is een 12-jarige jongen die aan de vooravond van de Eerste Wereldoorlog opgroeit in een groot landhuis in de Kempen. Hij woont er samen met zijn familie en een aantal excentrieke tantes en enkele neven en nichtjes. Hij trekt vaak op met zijn 16-jarige neef Aloysius die hem telkens weer meeneemt naar de natuur waarin ze zich samen vermaken en rondtrekken.

Elias zwerft vaak verdwaasd en angstig rond in de vele vertrekken van het grote huis. Hij lijdt aan een melancholie die hem serieuzer en volwassener doet lijken dan hij is. Hij voelt dit zelf ook zo aan: 
“Op sommige oogenblikken heb ik het bedrieglijk gevoel, minstens een dertigtal jaren ouder te zijn dan ik ben. En ik kweek die ziekelijke toestand begeerlijk aan.”
Als Aloysius op pensionaat moet, wordt hij nog eenzamer en eenzelviger. Hij mist zijn neef enorm. Elias cultiveert zijn teleurstelling en gaat op zoek naar zelfpijniging om daarin bevestiging te zoeken, ook als hij uiteindelijk zelf op pensionaat moet. 
Het tweede cahier wordt verteld door Olivier Bloem, een vriend uit Elias’ tijd in het pensionaat. Als jonge architect gaat Elias de confrontatie aan met de oprukkende moderniteit in Antwerpen en staat hij in voor de bouw van een tuinwijk voor arbeiders aan de linkerkant van de Schelde-oever. Bloem zelf is schilder geworden. 

## Cast
| Acteur               | Personage       |
| -------------------- | --------------- |
| Hoofdrollen          |                 |
| Brikke Smets         | Elias           |
| Lotte Pinoy          | Hermine         |
| Bien de Moor         | tante Henriette |
| Viviane De Muynck    | tante Zenobie   |
| Roland Ramaekers     | Oom Augustin    |
| Bijrollen            |                 |
| Toon Brouwers        | Vader           |
| Marie-Louise Conings | Huishoudster    |
| Jimmi De Koning      | Aloysius        |
| Mia Van Roy          | Moeder          |
| Cara Van Wersch      | Grootmoeder     |

## Trivia
- De film is in 20 dagen opgenomen.[1]